# Duinbergen

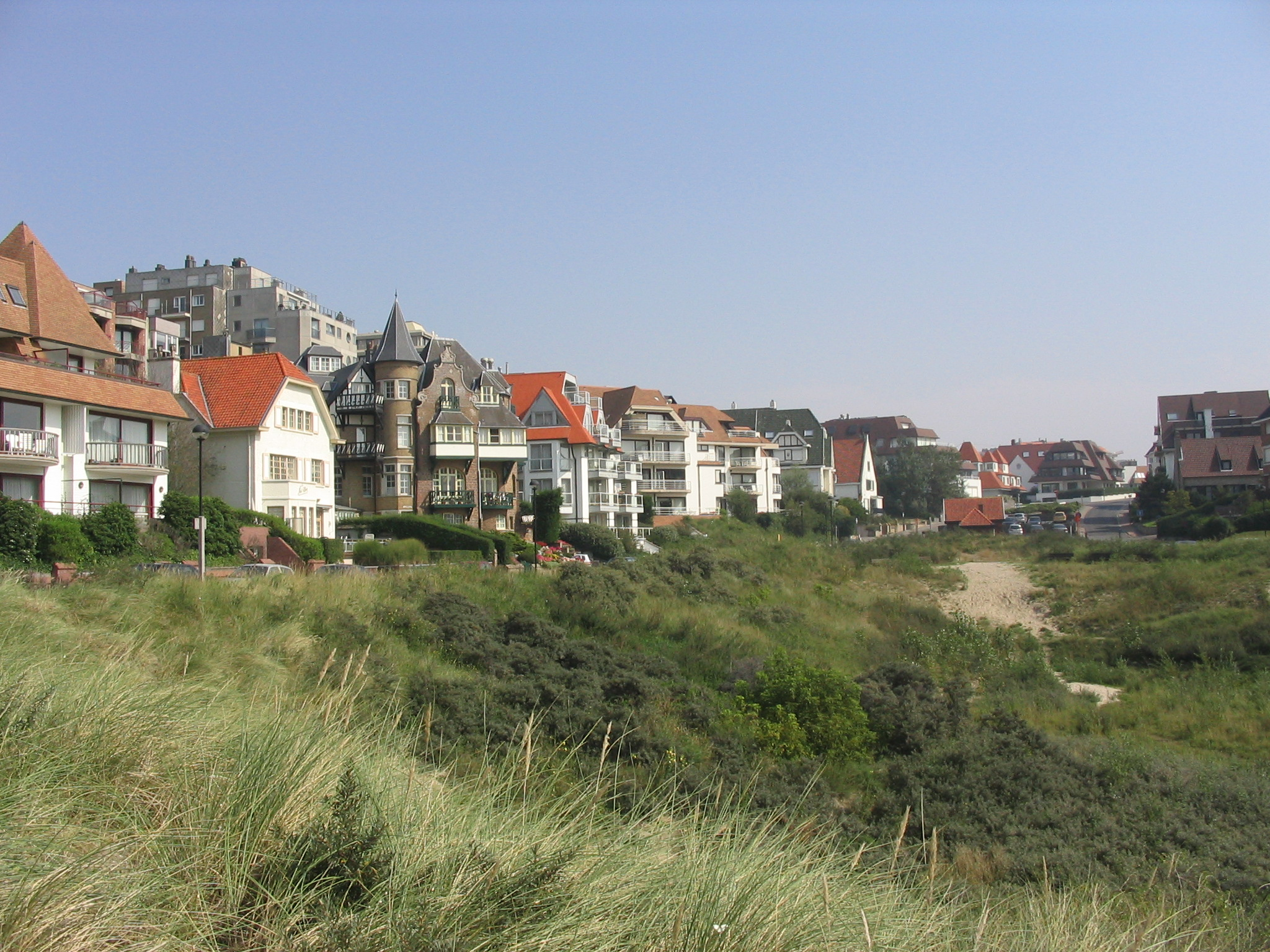
Vue de la digue de Duinbergen.

Duinbergen est une station balnéaire de la côte belge située en Flandre Occidentale et qui fait désormais partie après les fusions de communes de celle de Knokke-Heist.
Duinbergen est réputé pour ses nombreuses et belles villas et, contrairement à Knokke, pour ses zones peu envahies par de multiples commerces.
Région encore non bâtie en 1900, il fut décidé d'y créer un lieu de villégiature et ce fut l'architecte allemand Josef Stübben, discrètement sollicité par le roi, qui fut chargé de lui donner forme. La concession fut financée par deux sociétés la "Société de Duinbergen" et la "Société Knocke-Duinbergen-Extensions" (1911).